# Bandiera delle Maldive
La bandiera delle Maldive è stata adottata il 25 luglio 1965. La bandiera è composta da un rettangolo verde in campo rosso. Al centro del rettangolo verde è presente una mezzaluna calante bianca.
Il colore rosso rappresenta il sangue degli eroi che hanno combattuto per l'indipendenza, il colore verde rappresenta la vita, il progresso e la prosperità, la mezzaluna è il simbolo della religione islamica.

## Bandiere storiche

La più antica bandiera nota del Sultanato delle Maldive (pre-1899)
La bandiera del Sultanato sotto il Protettorato britannico (1903-1926)
Bandiera del Sultanato sotto il Protettorato britannico (1926-1953)
Bandiera maldiviana durante la prima breve esperienza repubblicana (1953-1954)
Ultima bandiera del Sultanato prima dell'indipendenza dall'Impero britannico (1954-1965)
Bandiera della secessa Repubblica Unita delle Suvadive, sorta in tre atolli meridionali (1959-1963)